# Nokia Lumia 900
Nokia Lumia 900 este un smartphone bazat pe Windows Phone, lansat pe 9 ianuarie 2012 de către Nokia, la Consumer Electronics Show 2012 din Las Vegas, unde a câștigat premiul „Cel mai bun smartphone” în ianuarie 2012. Lumia 900 are suport 4G LTE. Are corpul din policarbonat și este disponibil în culorile negru, cyan, magenta, și alb. 

## Construcție
Sub ecran sunt trei butoane standard de Windows Phone: Back (care dublează aplicația de comutare la apăsare lungă), Windows/Home (apăsare lungă de vorbire) și butonul de căutare, care lansează o casetă de căutare Bing.

## Camera
Cameră foto are 8 megapixeli cu rezoluția maximă de 3264×2448 pixeli, optică Carl Zeiss, focalizare automată, două blițuri LED, stabilizare video care filmează la 720p cu 30 de cadre pe secundă. Cameră frontală are 1 megapixel care filmează VGA cu 15 cadre pe secundă.

## Ecran
Ecranul este un ClearBlack AMOLED de 4.3 țoli cu rezoluție de 480 x 800 pixeli. Ecranul este protejat de Gorilla Glass.

## Hardware
Lumia 900 are un procesor cu Qualcomm APQ8055 Snapdragon tactat la 1.4 GHz. Cipul grafic este Adreno 205 și memoria RAM este de 512 MB.
Memorie internă este de 16 GB și nu are un slot pentru card microSD. 

## Variante
| Model                   | RM-808                                     | RM-823                                     |                                            |
| ----------------------- | ------------------------------------------ | ------------------------------------------ | ------------------------------------------ |
| 2G                      | GSM/EDGE (850/900/1800/1900 MHz)           | GSM/EDGE (850/900/1800/1900 MHz)           |                                            |
| 3G                      | HSPA+ 1, 2, 5/6, 8 (850/900/1900/2100 MHz) | HSPA+ 1, 2, 5/6, 8 (850/900/1900/2100 MHz) | HSPA+ 1, 2, 5/6, 8 (850/900/1900/2100 MHz) |
| 4G                      | LTE 4 și 17 (1700/700 MHz)                 | Nu                                         |                                            |
| Viteza maximă a rețelei | LTE: 50 Mbit/s                             | DC-HSPA+: 42 Mbit/s                        |                                            |

## Conectivitate
Nokia Lumia 900 vine echipat cu Wi-Fi 802.11 b/g/n, Bluetooth 2.1 cu A2DP și EDR, GPS cu A-GPS și GLONASS.

## Software
Potrivit Microsoft, datorită modificărilor telefoanele Windows Phone 7 nu pot fi actualizate la Windows Phone 8.
În schimb, Microsoft a lansat Windows Phone 7.8 care include unele caracteristici ale WP8 pentru telefoane WP7 existente.

## Bateria
Are bateria de 1830 Li-Ion care este nedetașabilă. Conform producătorului permite până la 7 ore de convorbire în rețeaua 2G cât și în rețeaua 3G. Permite redarea muzicii până la 60 de ore și redarea video până la 6 ore și 30 de minute.